# Herbert F. Traut
Herbert Frederick Traut (* 3. April 1894 in Muscotah, Kansas; † 28. Januar 1963) war ein US-amerikanischer Gynäkologe und Geburtshelfer. 

## Leben
Traut schloss 1912 die Highschool in Sheridan (Wyoming) ab. Anschließend arbeitete er ein Jahr in einem Stahlwerk, um Geld für sein Studium anzusparen. 1913 trat er in das Whitman College in Walla Walla (Washington) ein. 1917 erwarb er den Bachelor und wurde dann zum Militärdienst eingezogen. Nach dreimonatiger Ausbildung wurde er 1918 an die Front in Frankreich versetzt und kehrte im Juni 1919 nach Hause zurück. Im Herbst 1919 ging er an die Johns Hopkins Medical School und erwarb 1923 den Abschluss als Mediziner.
Anschließend durchlief Traut einige Assistenzen an der Johns Hopkins Medical School. Zunächst galt sein Interesse der Chirurgie, dann arbeitete er in der Pathologie und ab 1928 in der Gynäkologie und Geburtshilfe. 1931 wurde Traut als Associate Professor an die neue Abteilung für Gynäkologie und Geburtshilfe des New York Hospital-Cornell Medical Center berufen. Er besuchte zahlreiche geburtshilfliche Kliniken in Europa, um sich Anregungen für die Planung der Frauenklinik am New York Hospital zu holen, die dann im September 1932 eröffnet wurde. 1942 wurde Traut zum Professor an die University of California Medical School berufen.
Trauts Interessenschwerpunkt war die gynäkologische Pathologie. Er arbeitete mit George Nicolas Papanicolaou und später mit Andrew Anthony Marchetti an der Entwicklung der Zytodiagnostik von Vaginalabstrichen zum Nachweis von Krebszellen. Das mit Papanicolaou verfasste Werk Diagnosis of Uterine Cancer By Vaginal Smear gilt als Geburtsstunde der Zytodiagnostik. 1948 verfasste Traut mit Marchetti und Papanicolaou das Werk Epithelia of Woman's Reproductive Organs.
Traut war Mitglied der American Gynecological Society, des American College of Obstetrics and Gynecology, des American College of Surgeons und der Harvey Society. Er war passionierter Angler und Sportler, spielte Cello und sammelte und reparierte alte Uhren.